# Plesiocystiscus palantirulus
Plesiocystiscus palantirulus is een slakkensoort uit de familie van de Cystiscidae. De wetenschappelijke naam van de soort is voor het eerst geldig gepubliceerd in 1968 door Roth & Coan.